# Aglaops aurantialis
Aglaops aurantialis is een vlinder uit de familie van de grasmotten (Crambidae). De wetenschappelijke naam van deze soort is voor het eerst voorgesteld als Xanthopsamma aurantialis door Eugene Gordon Munroe en Akira Mutuura in een publicatie uit 1968.

## Type
- holotype: "male. 18.IV.1939. leg. H. Höne"
- instituut: Zoologisches Forschungsmuseum Alexander Koenig in Bonn
- typelocatie: "China, prov. Chekiang, Wenchow"

## Verspreiding
Deze soort komt voor in China en Japan.